# Yumi Hotta
Yumi Hotta (堀田 由美?, Hotta Yumi, scritto anche come ほった ゆみ; Prefettura di Aichi, 1957) è una fumettista giapponese.

## Hikaru no go
Il lavoro più celebre di Yumi Hotta è sicuramente il manga Hikaru no go, da cui è stato tratto anche un anime televisivo di 75 episodi. Il manga è stato pubblicato in Giappone dal 1998 al 2003 riscuotendo un successo straordinario e rilanciando il gioco del Go che ha avuto un boom senza precedenti tra gli adolescenti giapponesi. In Italia la pubblicazione del manga è iniziata nel 2005 e si è conclusa nel 2009.
Yumi ha dichiarato di aver avuto l'idea di scrivere un manga su questo gioco proprio mentre giocava una partita con un suo parente, e che in seguito contattò il disegnatore Takeshi Obata che accettò di realizzare graficamente la storia.

## Altri lavori
Prima di Hikaru no go ha collaborato con altri autori senza ottenere un vero successo personale. In seguito ha iniziato la realizzazione di un nuovo manga di nome Yūto con il disegnatore Kei Kawano.

## Premi
Ha vinto lo Shogakukan Manga Award nel 2000 e l' Premio culturale Osamu Tezuka nel 2003.

## Famiglia
Il marito di Yumi è anch'egli un mangaka, Kiyonari Hotta (堀田 清成), particolarmente noto in patria per alcune produzioni incentrate sul mondo delle corse dei cavalli. 